# Nelson Oñate
Nelson Oñate Temprana (* 7. März 1943 in Havanna; † 11. September 2022 in Miami, Vereinigte Staaten) war ein kubanischer Sportschütze.

## Karriere
Nelson Oñate nahm an den Olympischen Sommerspielen 1968 in Mexiko teil. Im Wettkampf über 50 Meter mit der Freien Pistole wurde er Siebter. Darüber hinaus gewann er bei  mehreren Panamerikanischen Spielen sowie Zentralamerika- und Karibikspielen mehrere Medaillen.
Oñate lebte bis zu seinem Tod in Miami, wo er als Metzger tätig war.